# Faranah
Faranah – miasto w Gwinei; 100 tys. mieszkańców (2010). Siedziba regionu Faranah.
W Faranah urodził się pierwszy prezydent Gwinei Ahmed Sékou Touré (wówczas była to wieś). Dzięki niemu powstał w tej miejscowości meczet, pałac i centrum konferencyjne.